# 白山分屯基地
白山分屯基地（はくさんぶんとんきち、JASDF Hakusan Sub Base）は、三重県津市白山町大原字天王297に所在する航空自衛隊岐阜基地の分屯基地。地対空ミサイル部隊の中部高射群第14高射隊が配置されている。
分屯基地司令は、第14高射隊長が兼務。

## 配置部隊

### 中部航空方面隊隷下
- （中部高射群）
  - 第14高射隊

## 沿革
- 1972年（昭和47年） - 白山分屯基地創設。
- 2009年（平成21年）6月23日 - 第14高射隊にPAC-3配備